# Hermann Huppen
Hermann Huppen (Malmedy, Bélgica, 17 de julho de 1938) é um quadrinista belga. É mais conhecido pela série pós-apocalíptica Jeremiah, que deu origem à série de televisão homônima. Ganhou o Troféu HQ Mix de 1999 pela edição brasileira do álbum Caatinga.

## Obras
- Bernard Prince 1969–1980 14 Álbuns
- Comanche 1972–1983 10 Álbuns
- Jugurtha 1975–1977 2 Álbuns
- Jeremiah 1979- 31 Álbuns